# MAVEN

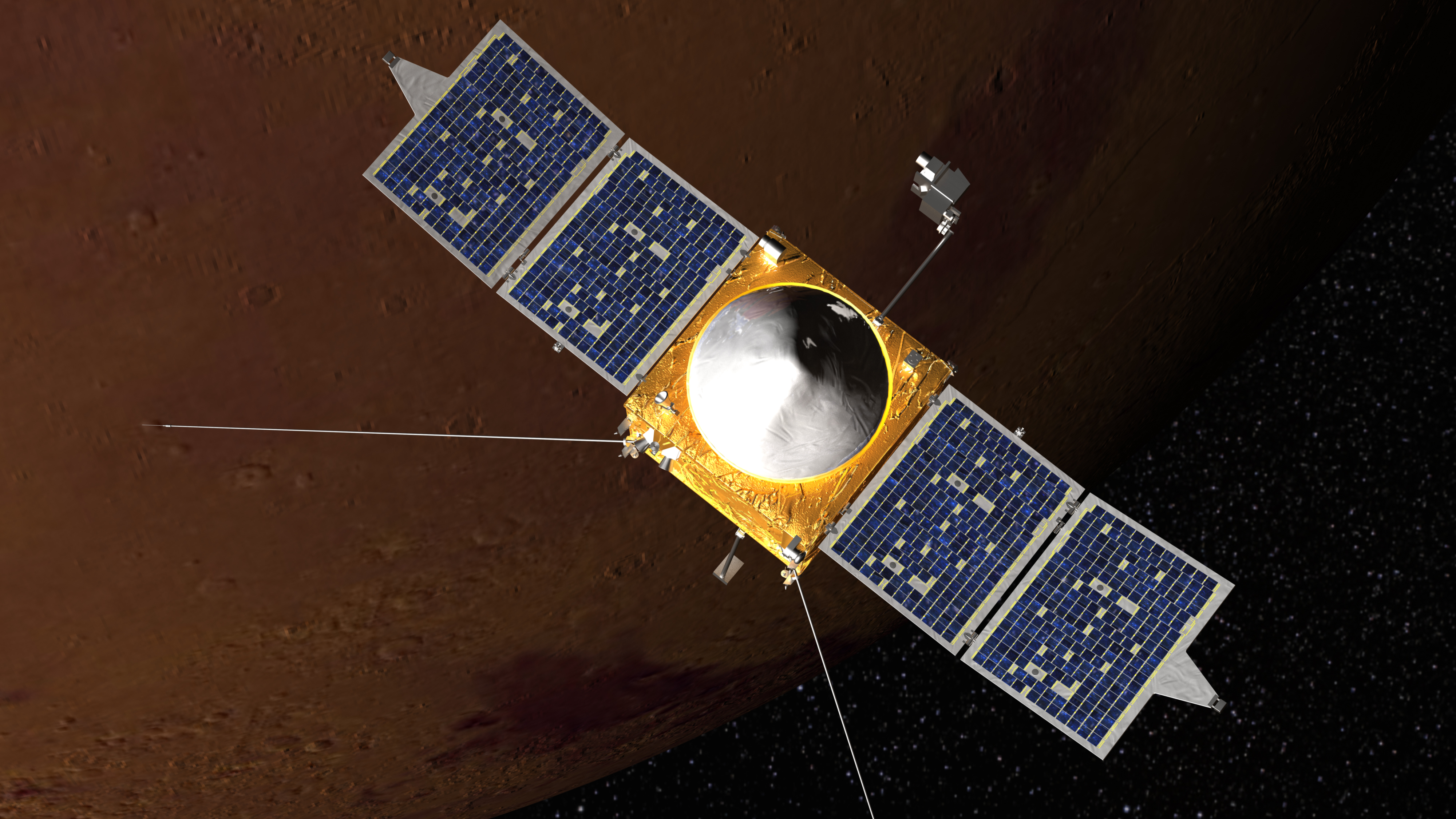
Ảnh minh họa MAVEN.

Mars Atmosphere and Volatile EvolutioN (MAVEN) 
MAVEN là một tàu thăm dò không người lái thám hiểm Sao Hỏa của NASA. Tàu không gian này đã được phóng bằng lửa Atlas V 401 vào ngày 18/11/2013 từ trạm phóng của không quân Hoa Kỳ tại mũi Canaveral, bang Florida, Hoa Kỳ. Nhiệm vụ của nó nhằm nghiên cứu bầu khí quyển và nước trên Sao Hỏa. MAVEN đã đi vào quỹ đạo elip quanh Sao Hỏa:24 p.m. PDT (10:24 p.m. EDT) ngày 21 tháng 9 năm 2014 (tức 8:24 a.m. ngày 22/9/2014 tính theo giờ Việt Nam.
Trong thời gian hoạt động trên quỹ đạo quanh Sao Hỏa, MAVEN chủ yếu bay cao 6000 km so với bề mặt Sao Hỏa nhưng sẽ có 5 lần lao xuống ở khoảng cách 125 km để tiến hành thăm dò bầu khí quyển Sao Hỏa ở các độ cao khác nhau.
MAVEN được trang bị ba thiết bị: 
- Thiết bị đo gió Mặt Trời và tầng điện ly do Phòng thí nghiệm khoa học không gian, Đại học California tại Berkeley thiết kế.
- Một bộ cảm biến từ xa, do Phòng thí nghiệm vật lý không gian và khí quyển, Đại học Colorado thiết kế, nhằm xác định các đặc tính chung của thượng tầng khí quyển và tầng điện ly.
- Quang phổ kế khối lượng ion và khí gas tự nhiên, do NASA phát triển.